# Süderhöft
Süderhöft (danès Sønderhøft) és un municipi del districte de Nordfriesland, dins l'Amt Nordsee-Treene, a l'estat alemany de Slesvig-Holstein. És a 9 kilòmetres de Friedrichstadt i vora la carretera a Rendsburg. El 31 de desembre del 2023 tenia 16 habitants.